# Visan (côtes-du-rhône villages)
Pour la commune, voir Visan.
Le visan, ou côtes-du-rhône-villages Visan, est un vin produit sur la commune de Visan, dans le département de Vaucluse.
Il s'agit d'une des 21 dénominations géographiques au sein de l'appellation d'origine contrôlée côtes-du-rhône-villages, dans la partie méridionale du vignoble de la vallée du Rhône.

## Histoire

### Antiquité au Moyen Âge
Les sites de Fontainiers et de Bas-Roussillac ont livré des tombes à incinération et du mobilier funéraire. Sur les terres du Domaine de la Bastide, un nymphée a été identifié et à ses côtés ont été exhumés des pièces de monnaie et de nombreux débris d'amphores.
Sous la Papauté d'Avignon, Benoît XII et Clément VI entreprirent de confisquer ce fief au Dauphin Humbert II. Le premier pontife l'excommunia pour dettes et le second n'accepta de lever la sentence que le 31 juillet 1344 en se faisant rétrocéder Visan qui contrôlait les communications entre le Comtat Venaissin et Valréas. Furieux, les Visanais refusèrent de prêter hommage tant que leurs privilèges n'auraient pas été avalisés. Ce que fit Clément VI le 23 février 1351. 

### Période moderne

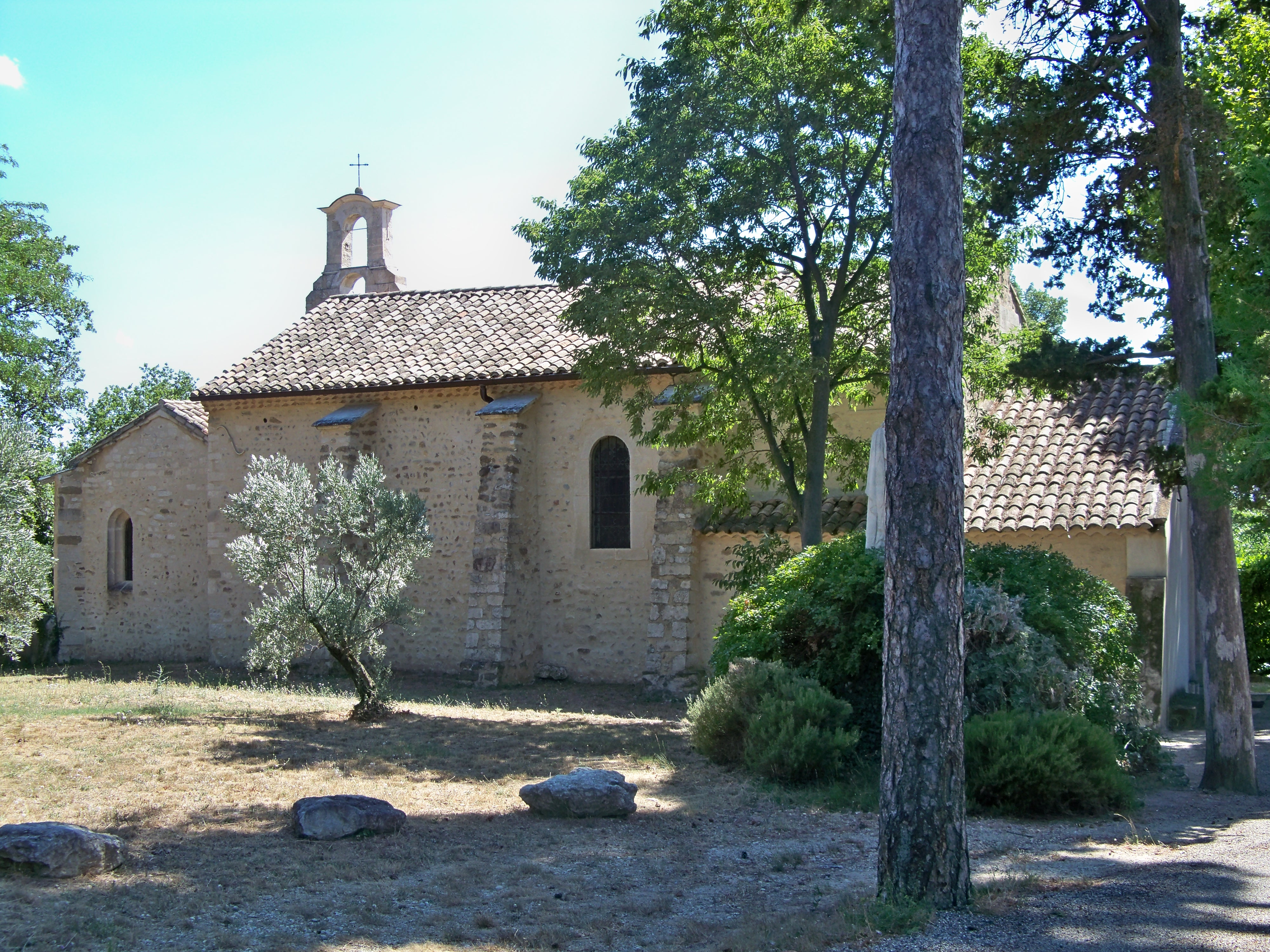
Notre-Dame des Vignes.

La Confrérie des vignerons fut créée en 1475 par la corporation vigneronne et resta en activité jusqu'au décret du 13 août 1792, date à laquelle elle fut mise en veille. En 1621 puis en 1629, la peste ayant ravagé la région, les consuls, au nom de la communauté de Visan, firent vœu d'une célébration hebdomadaire d'une messe à Notre-Dame des Vignes ; ils décidèrent de faire édifier une nouvelle chapelle dans l'église paroissiale placée sous les vocables de saint Sébastien et de saint Roch.
Possessions pontificales, Avignon et le Comtat Venaissin furent rattachés à la France le 14 septembre 1791. Le 12 août 1793 fut créé le département de Vaucluse, constitué des districts d'Avignon et de Carpentras, mais aussi de ceux d'Apt, d'Orange et de Sault. En 1800, il y eut modification des limites départementales, Suze-la-Rousse étant rattachée à la Drôme, ce qui eut pour conséquence l'enclavement du canton vauclusien de Valréas, auquel appartient Visan, devenu dès lors l'Enclave des Papes.

### Période contemporaine
Le 2 novembre 1966, les vins de la commune eurent droit à postuler à l'appellation côtes-du-rhône villages. Ce décret a depuis été modifié le 12 février 1999.

## Étymologie
Les plus anciennes graphies indiquent Avisano (1136), Avisa (1148), Avisani (1418) et Visan en 1643. Ce qui indique le nom d'un latin Avitius avec le suffixe -anum.

## Situation géographique

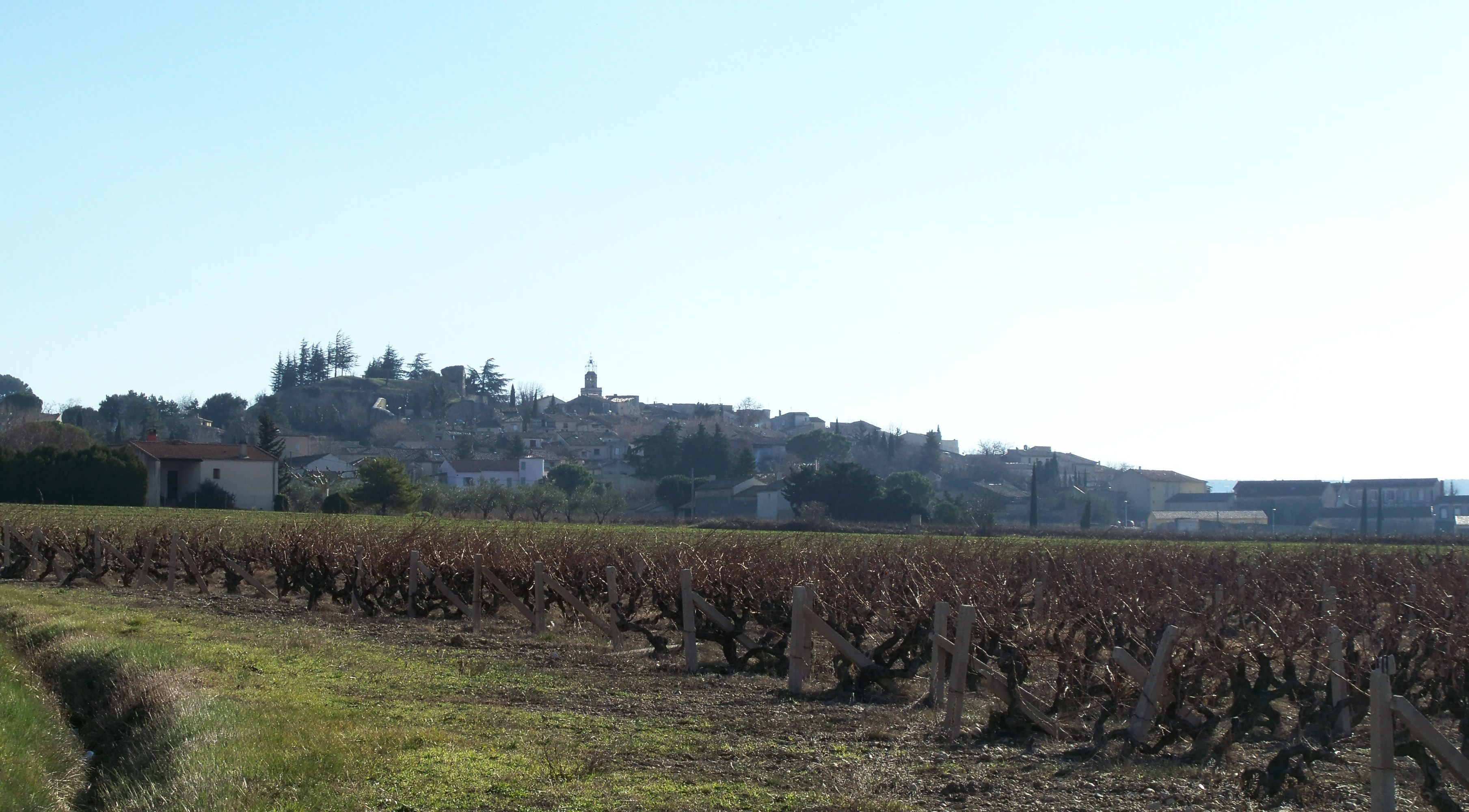
Vignes près du village de Visan

Ce terroir fait partie de l'Enclave des Papes.

### Orographie
Alors que l'ouest de ce terroir est un territoire de plaine avec des hauteurs très limitées, l'est est composé de nombreuses petites collines. Le point culminant est à 367 mètres au-dessus du quartier du Lautaret.

### Géologie

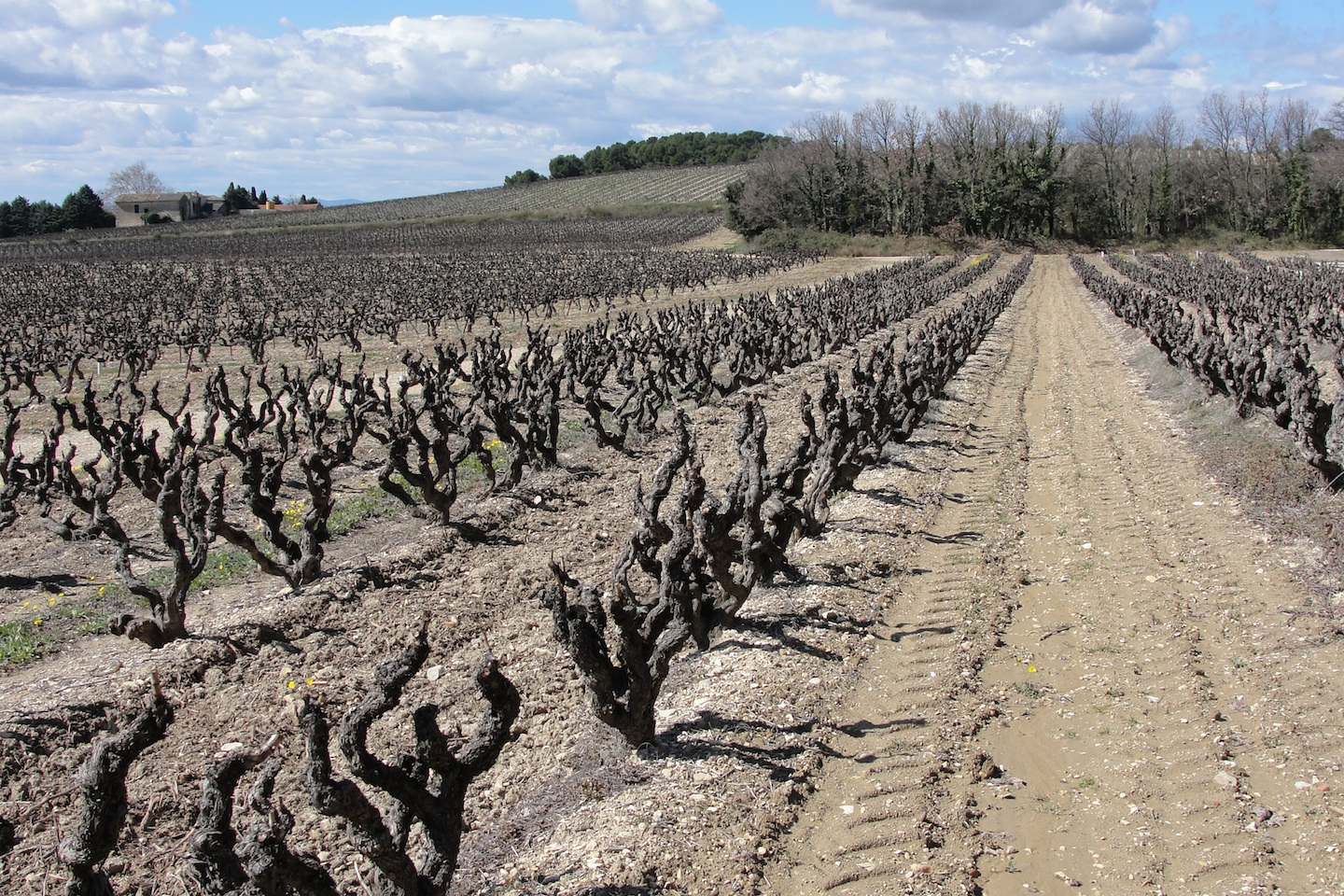
Terrain sablonneux du domaine des Lauribert

La diversité des sols est importante. On trouve des terrains sablonneux au niveau de Frigollet et de Roussillac, un substrat argilo-calcaire à Notre-Dame et Coste-Chaude et un terrain caillouteux à Rousseton et La Bastide.

### Climatologie
Ce terroir est situé dans la zone d’influence du climat méditerranéen. Les étés sont chauds et secs, liés à la remontée en latitude des anticyclones subtropicaux, entrecoupés d’épisodes orageux parfois violents. Cependant, l'enclave étant située au nord de la région PACA, quasiment à la limite nord de la culture de l'olivier, certains préfèrent parler d'un climat méditerranéen à influence continentale. Le froid de l'hiver est donc plus important qu'au sud du département. La neige et la glace se voient souvent et le gel au printemps est redouté des vignerons et des paysans. Le climat de ce terroir est soumis à un rythme à quatre temps : deux saisons sèches (une brève en hiver, une très longue et accentuée en été), deux saisons pluvieuses, en automne (pluies abondantes et brutales) et au printemps. Sa spécificité est son climat méditerranéen qui constitue un atout exceptionnel :
- Le mistral assainit le vignoble ;
- La saisonnalité des pluies est très marquée ;
- Les températures sont très chaudes pendant l'été.

| Mois                                                             | Janv | Fév  | Mars | Avr  | Mai  | Juin | Juil | Août | Sept | Oct  | Nov  | Déc  | Année |
| ---------------------------------------------------------------- | ---- | ---- | ---- | ---- | ---- | ---- | ---- | ---- | ---- | ---- | ---- | ---- | ----- |
| Températures maximales moyennes (°C)                             | 8    | 10   | 15   | 17   | 22   | 26   | 29   | 29   | 24   | 19   | 12   | 9    | 17,3  |
| Températures minimales moyennes (°C)                             | 2    | 3    | 5    | 7    | 11   | 15   | 17   | 17   | 14   | 11   | 6    | 3    | 9,3   |
| Températures moyennes (°C)                                       | 4    | 6,5  | 10   | 12   | 16,5 | 20,5 | 23   | 23   | 19   | 15   | 9    | 5,5  | 13,3  |
| Moyennes mensuelles de précipitations (mm)                       | 41,8 | 27,5 | 27,2 | 60,9 | 49,9 | 33,2 | 33,3 | 29,1 | 68,5 | 92,3 | 68,7 | 40,9 | 573,3 |
| Source : Données climatologiques de Valréas (Vaucluse) 2000-2007 |      |      |      |      |      |      |      |      |      |      |      |      |       |

## Vignoble

### Présentation
Le vignoble s'étend sur la seule commune de Visan.

### Lieux-dits
Visan est découpé en plus de 60 quartiers, voici quelques noms typiques :
1. La Martinelle
2. La Buissonne
3. La Buzarde
4. La Bergide
5. Les Crottes
6. La Blache
7. Le Plan
8. L'Obrieu
9. Le Lautaret
10. Claron
11. La Carne
12. Coste Chaude

### Encépagement

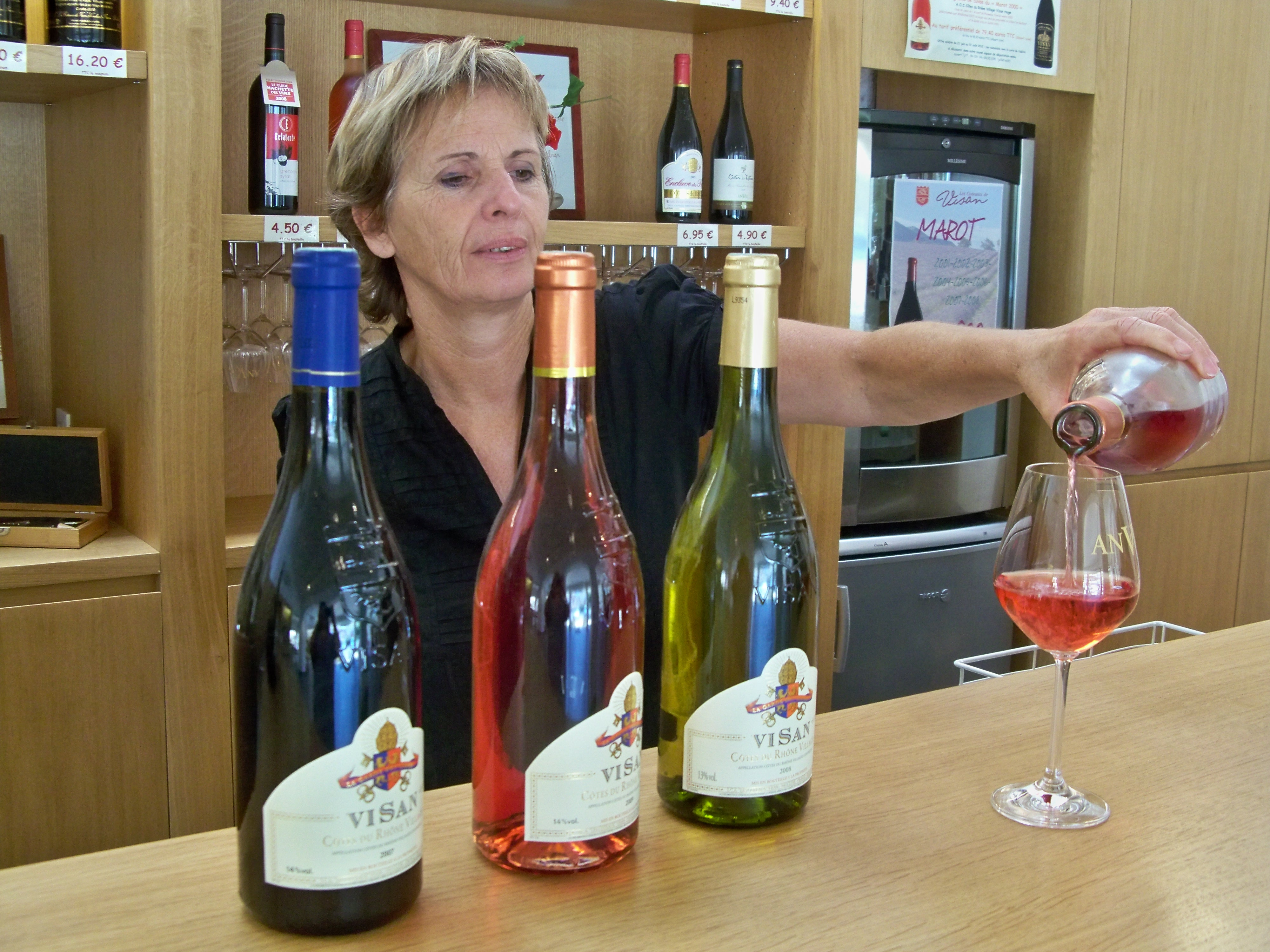
Le vin de Visan en trois couleurs

Les rouges et les rosés sont élaborés à partir du grenache N, complété par de la syrah N, du mourvèdre N et accessoirement du brun argenté N (localement dénommé camarèse ou vaccarèse), du carignan N, du cinsaut N, de la counoise N, du muscardin N, du piquepoul noir N et du terret noir N. 
Les blancs sont principalement faits avec du grenache blanc B, de la clairette B, de la marsanne B, de la roussanne B, du bourboulenc B et du viognier B, complétés accessoirement par du piquepoul blanc B et de l'ugni blanc B.

### Méthodes culturales et réglementaires
Les vignes sont conduites en taille courte gobelet ou cordon), chaque cep devant comporter au maximum six coursons à deux yeux francs. Seul le viognier peut être mené en taille Guyot.

### Terroir et vins
Sur des sols argilo-calcaires rouges caillouteux, le mariage de cépages venus du sud comme le grenache, le mourvèdre, la clairette, le bourboulenc, avec ceux venus du nord, syrah, roussanne, marsanne, viognier, donne sa typicité aux vins, grâce à un faible rendement.

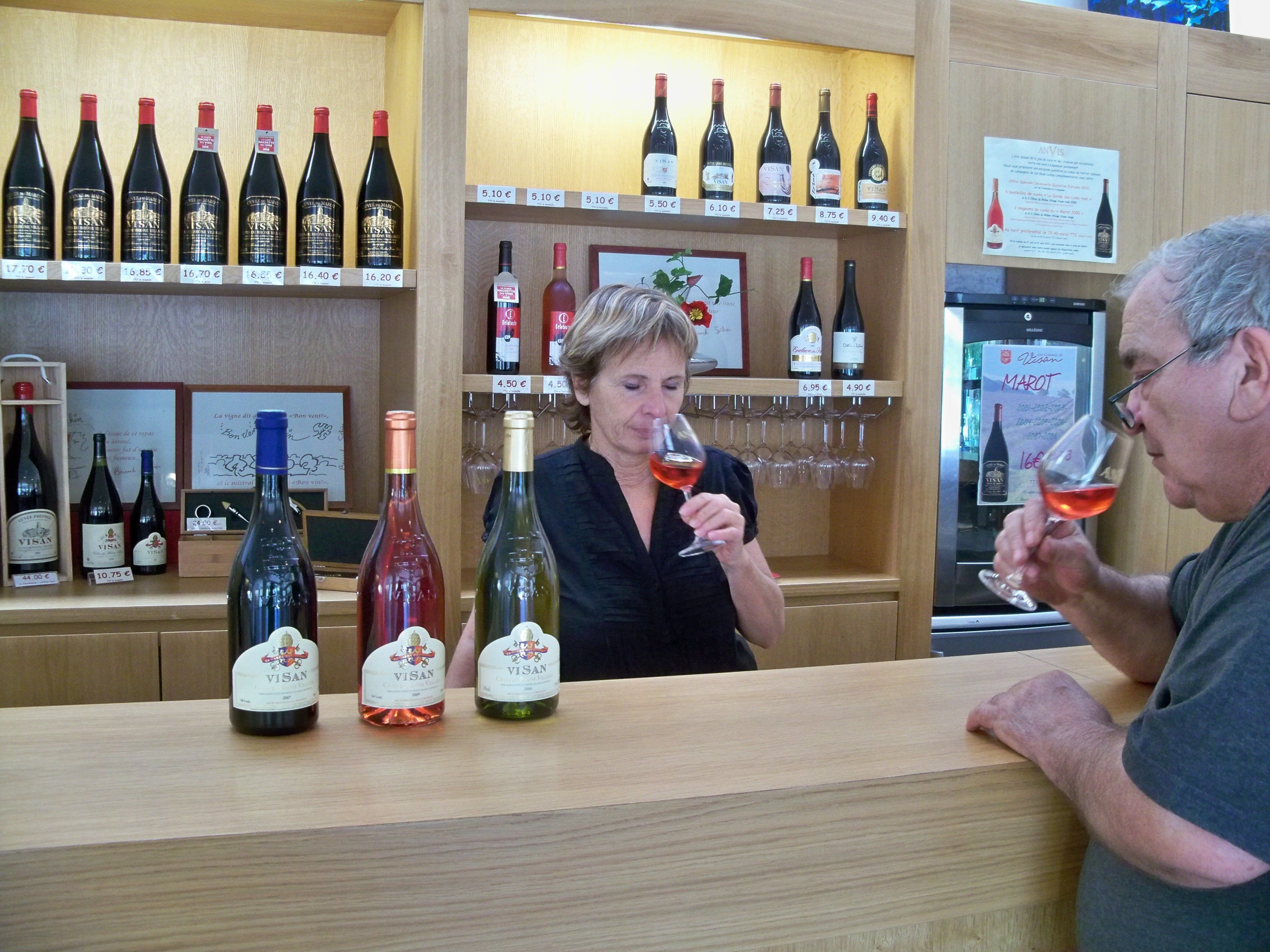
Humer au caveau de Visan.
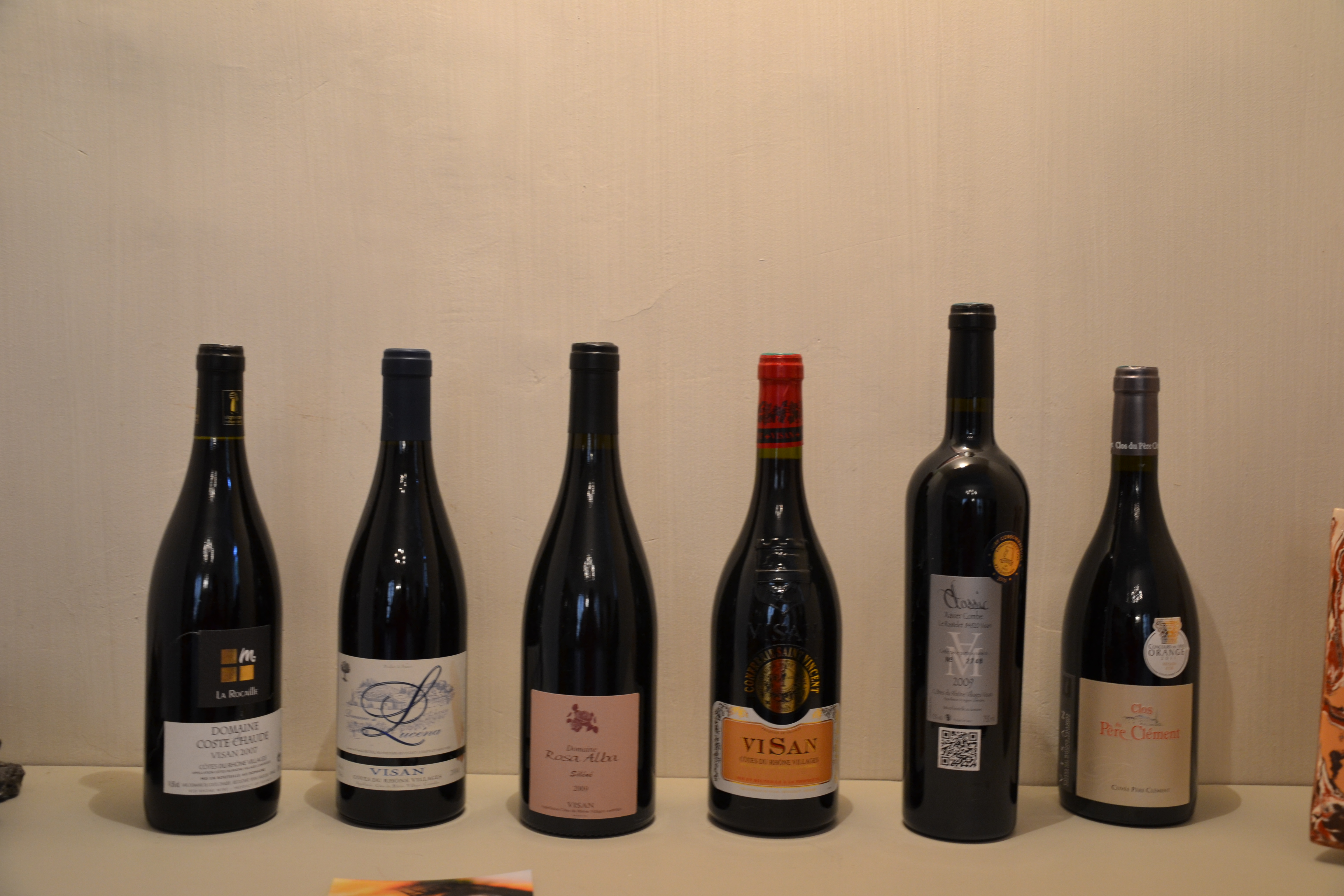
Bouteilles de divers producteurs de Visan
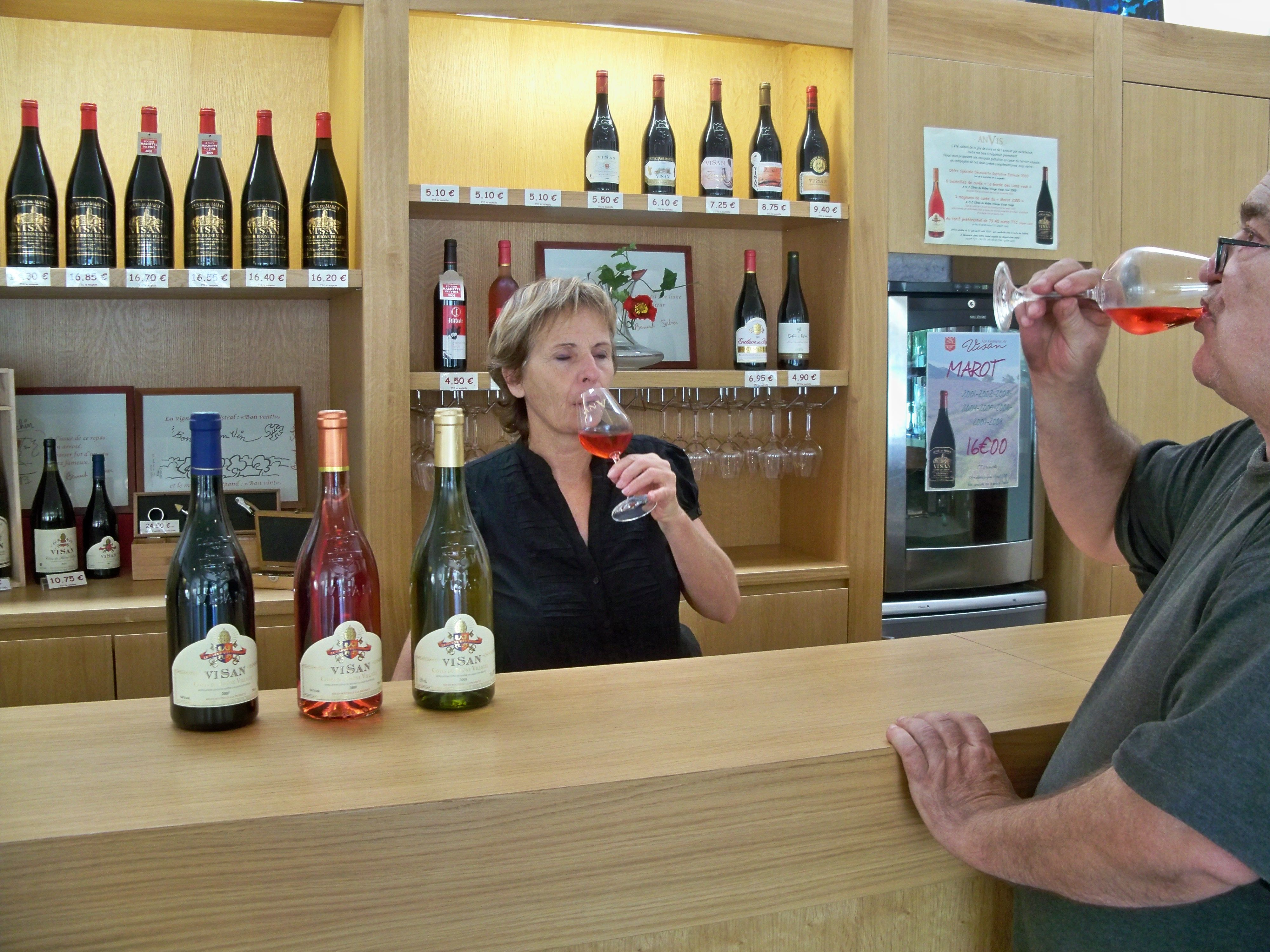
Goûter au caveau de Visan.

### Les millésimes
Ils correspondent à ceux du vignoble de la vallée du Rhône. Ils sont notés : année exceptionnelle , grande année , bonne année ***, année moyenne **, année médiocre *.
| Caractéristiques | Article de qualité | ***                | ***                | Bon article        | Article de qualité | Bon article        | Bon article        | ***                | Bon article | Bon article        |
| Millésimes 1990 | 1999               | 1998               | 1997               | 1996               | 1995               | 1994               | 1993               | 1992               | 1991        | 1990               |
| Caractéristiques | ***                | ***                | **                 | ***                | Bon article        | **                 | **                 | **                 | ***         | Article de qualité |
| Millésimes 1980 | 1989               | 1988               | 1987               | 1986               | 1985               | 1984               | 1983               | 1982               | 1981        | 1980               |
| Caractéristiques | Article de qualité | Article de qualité | Bon article        | ***                | Article de qualité | **                 | Bon article        | ***                | Bon article | Article de qualité |
| Millésimes 1970 | 1979               | 1978               | 1977               | 1976               | 1975               | 1974               | 1973               | 1972               | 1971        | 1970               |
| Caractéristiques | Bon article        | Article de qualité | Bon article        | **                 | ***                | Bon article        | ***                | **                 | **          | Article de qualité |
| Millésimes 1960 | 1969               | 1968               | 1967               | 1966               | 1965               | 1964               | 1963               | 1962               | 1961        | 1960               |
| Caractéristiques | **                 | *                  | Article de qualité | Article de qualité | ***                | ***                | **                 | **                 | ***         | Article de qualité |
| Millésimes 1950 | 1959               | 1958               | 1957               | 1956               | 1955               | 1954               | 1953               | 1952               | 1951        | 1950               |
| Caractéristiques | Bon article        | Bon article        | Article de qualité | Bon article        | Bon article        | ***                | Bon article        | Article de qualité | **          | Article de qualité |
| Millésimes 1940 | 1949               | 1948               | 1947               | 1946               | 1945               | 1944               | 1943               | 1942               | 1941        | 1940               |
| Caractéristiques | Article de qualité | Article de qualité | Article de qualité | Bon article        | Article de qualité | **                 | Article de qualité | Bon article        | **          | **                 |
| Millésimes 1930 | 1939               | 1938               | 1937               | 1936               | 1935               | 1934               | 1933               | 1932               | 1931        | 1930               |
| Caractéristiques | *                  | Bon article        | Bon article        | ***                | **                 | Article de qualité | Article de qualité | **                 | **          | **                 |
| Millésimes 1920 | 1929               | 1928               | 1927               | 1926               | 1925               | 1924               | 1923               | 1922               | 1921        | 1920               |
| Caractéristiques | Article de qualité | Article de qualité | **                 | Bon article        | **                 | Bon article        | Bon article        | **                 | Bon article | Bon article        |
| Sources : Yves Renouil (sous la direction), Dictionnaire du vin, Éd. Féret et fils, Bordeaux, 1962 ; Alexis Lichine, Encyclopédie des vins et alcools de tous les pays, Éd. Robert Laffont-Bouquins, Paris, 1984, Les millésimes de la vallée du Rhône & Les grands millésimes de la vallée du Rhône |                    |                    |                    |                    |                    |                    |                    |                    |             |                    |

Soit sur 90 ans, 24 années exceptionnelles, 26 grandes années, 16 bonnes années, 22 années moyennes et 2 années médiocres.

### Structure des exploitations

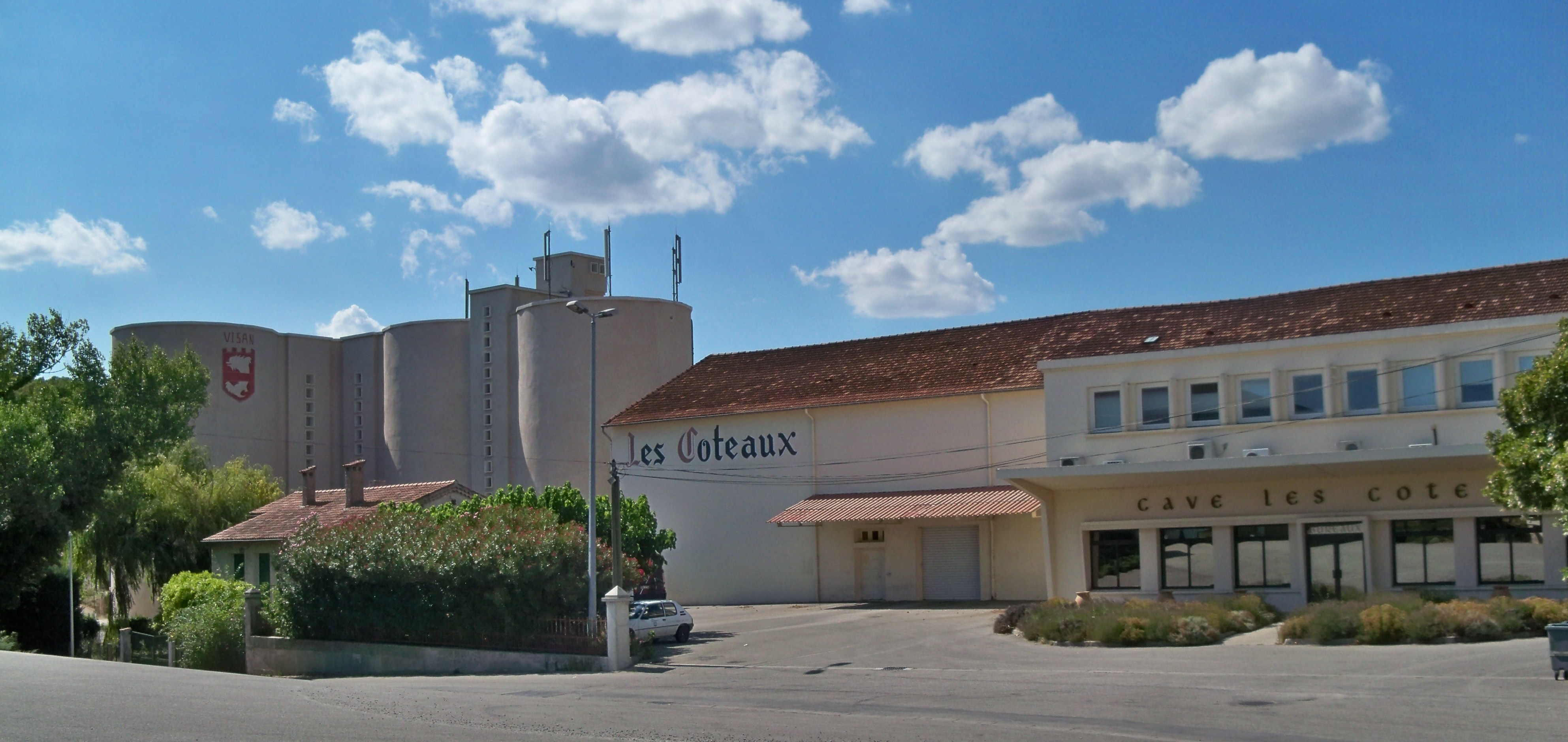
Cave Les Coteaux de Visan.
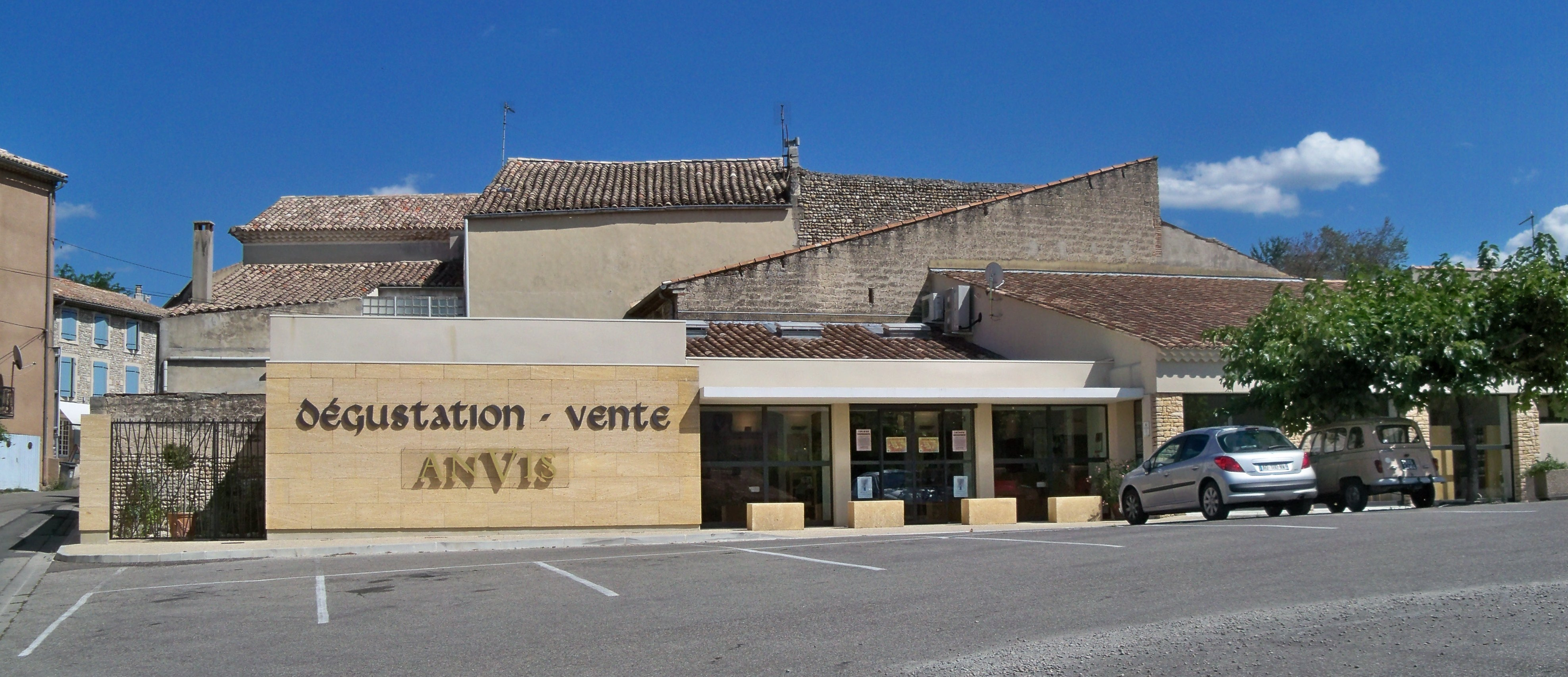
Caveau de dégustation Anvis.

La production viti-vinicole est assurée par une cave coopérative et plusieurs domaines indépendants.

### Type de vins et gastronomie

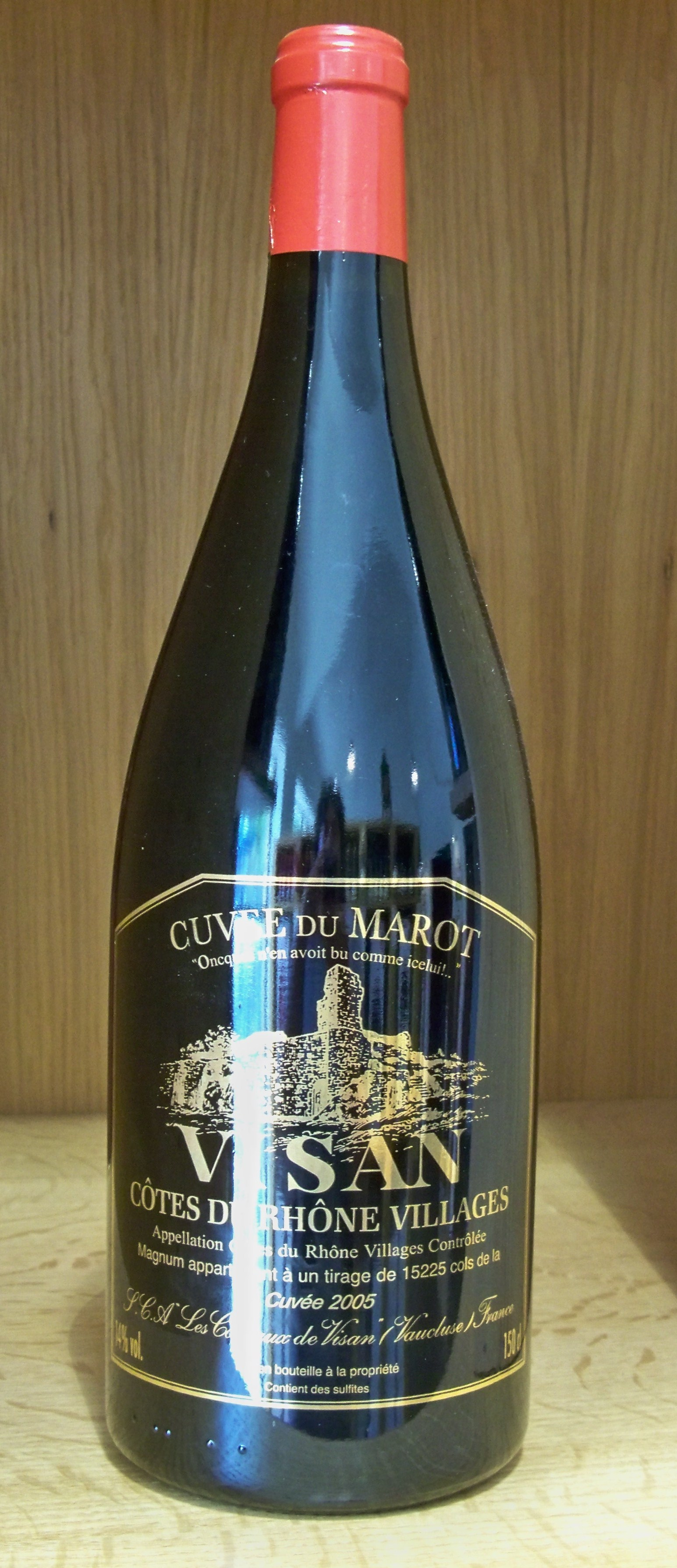
Cuvée du Marot.
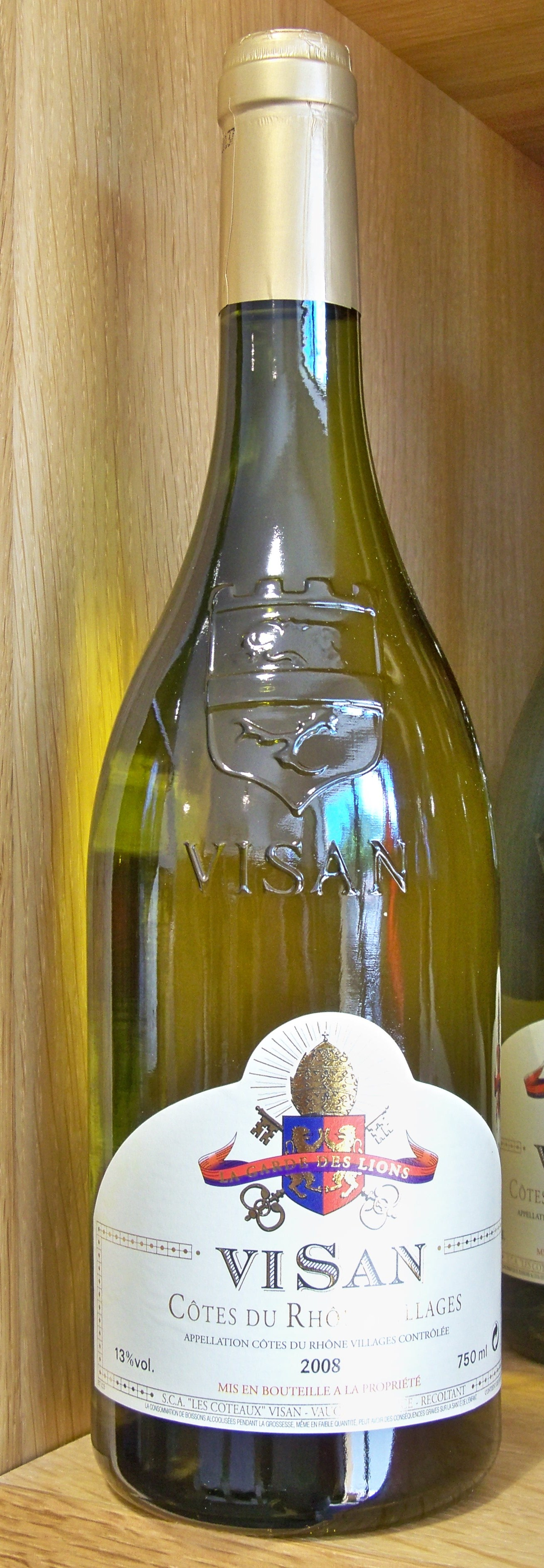
Visan blanc.
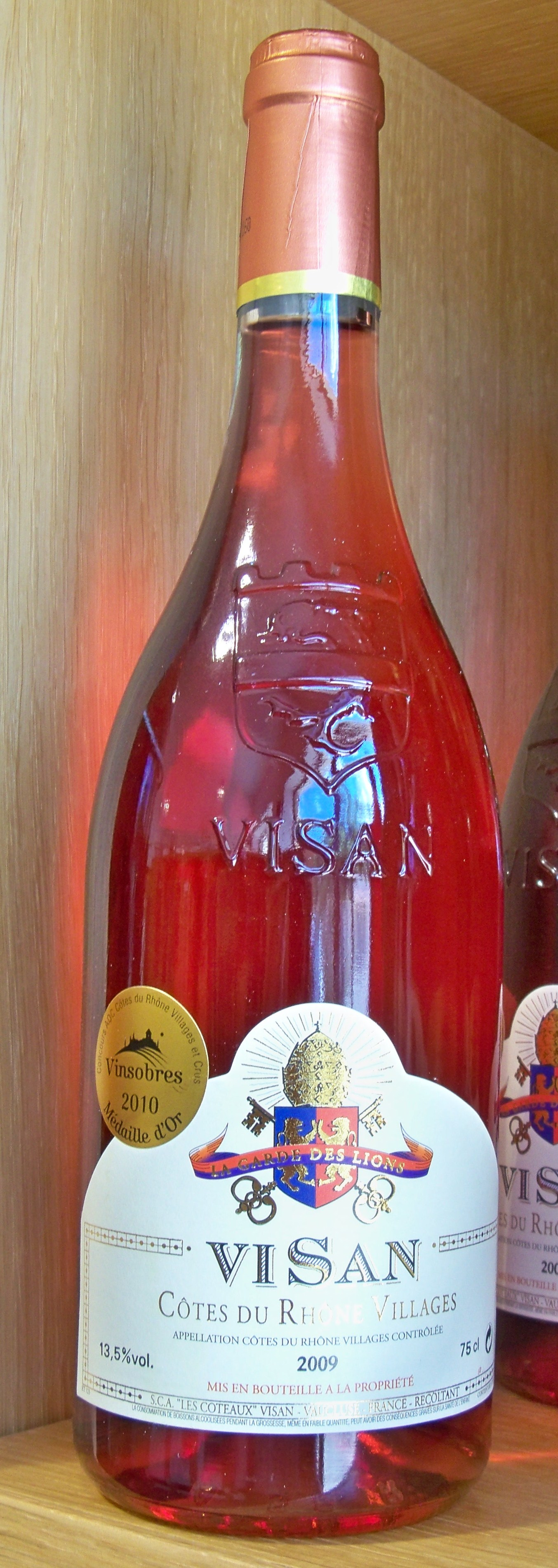
Visan rosé.
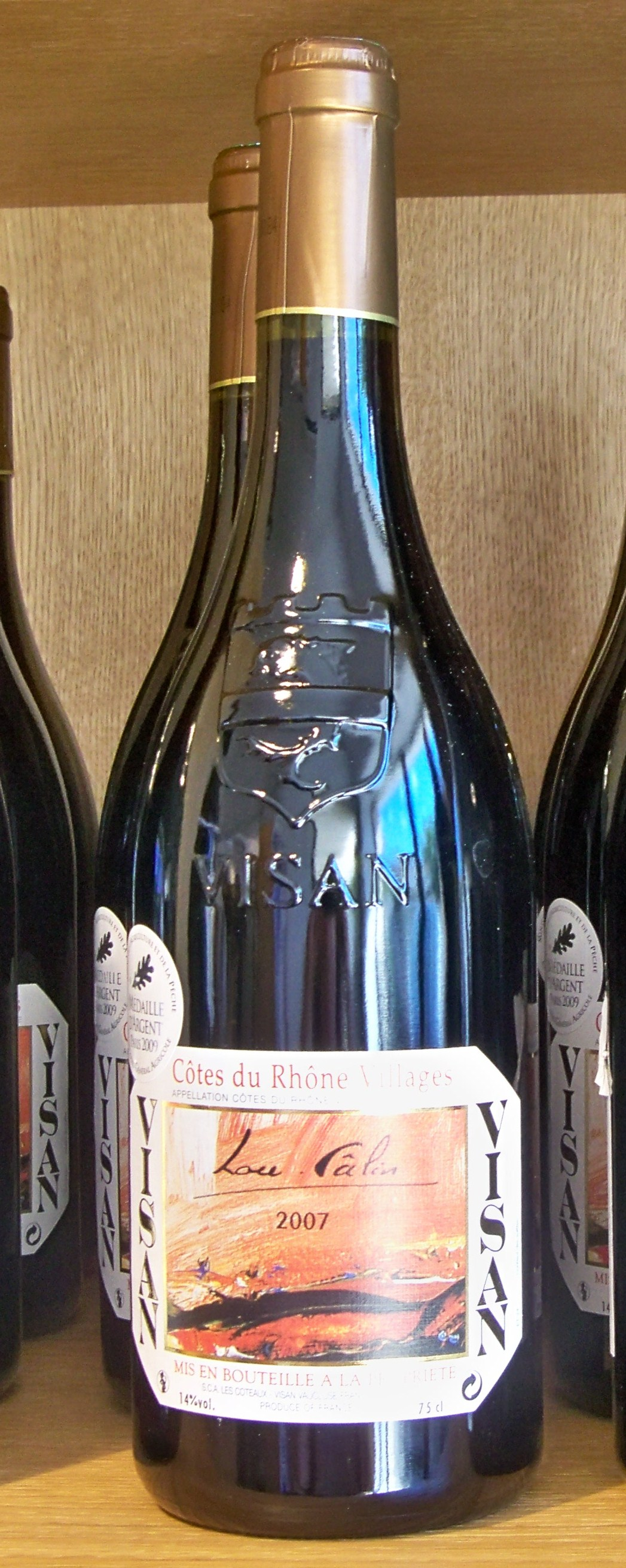
Visan rouge.

Les rouges évoluent des arômes de fruits à noyau en leur prime jeunesse vers des notes de cuir et de truffes en vieillissant. Ce sont des vins de grande garde - dix ans et plus - traditionnellement conseillés sur du gibier et de la venaison et ils s'accordent parfaitement avec les daubes (avignonnaise ou provençale), les civets de chevreuil, de lièvre ou de sanglier et avec une gardianne de taureau. 
Le rosé, en fonction de sa vinification - par saignée ou par pressurage -  peut se garder entre 2 ou 4 ans. C'est un vin à boire à table avec les charcuteries et les fromages. Il s'accorde parfaitement avec la cuisine asiatique.
Le blanc, traditionnellement, est conseillé soit en apéritif, soit sur des poissons, coquillages et crustacés. Il se révèle parfait en accompagnement d'un fromage de chèvre.

### Commercialisation
La commercialisation, sur le marché intérieur, se fait à partir des CHR, cavistes, grande distribution, salons pour les particuliers et les professionnels. À l'exportation, les plus importants marchés se trouvent en Europe.
Les Maîtres Vignerons de la Confrérie Saint-Vincent de Visan

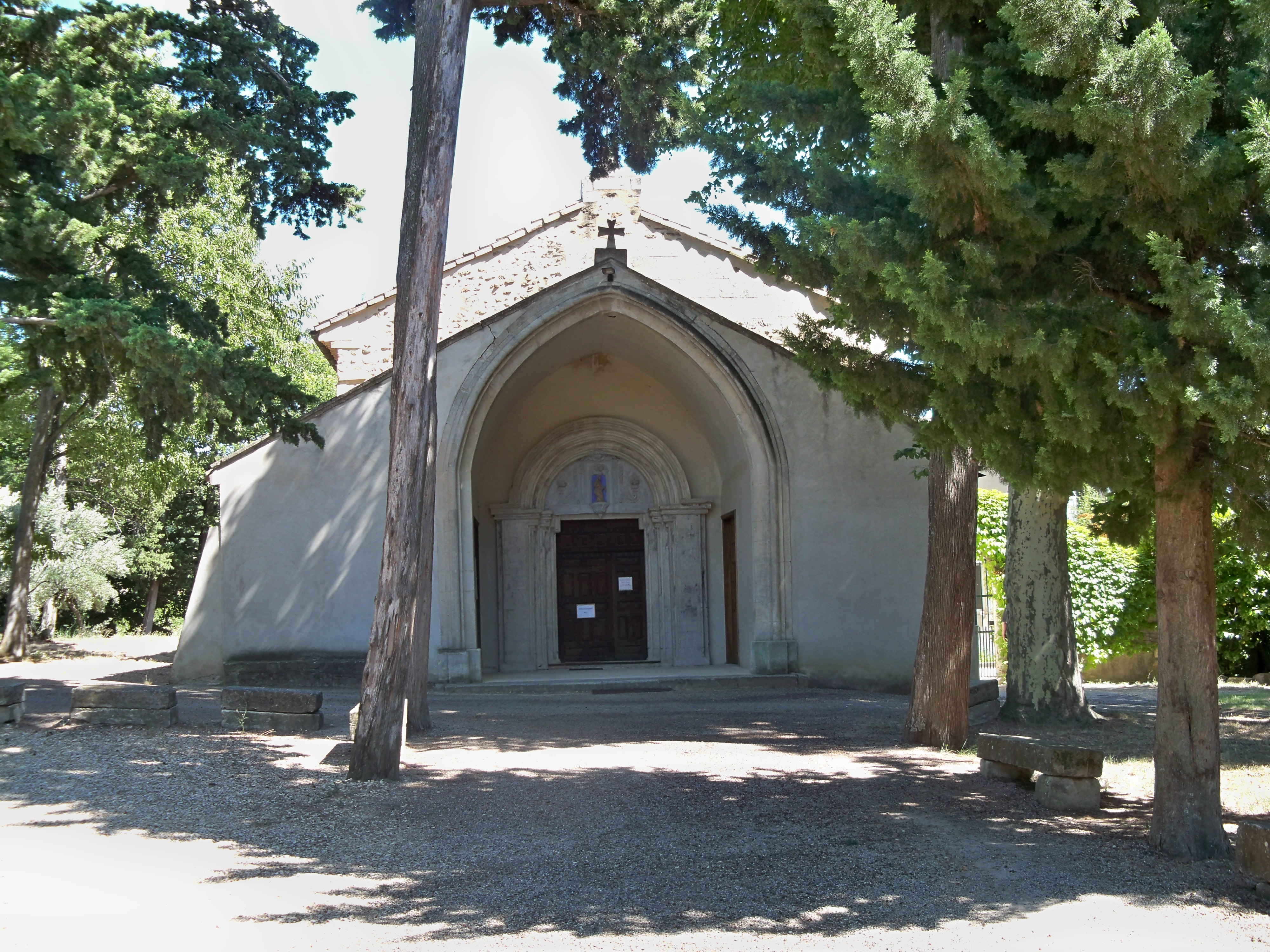
Notre-Dame-des-Vignes

Cette confrérie a été remise à l'honneur le 13 août 1978, lors de la tenue de la première fête des vins du village. Lors de son chapitre d'été, elle se rend en cérémonie à Notre-Dame-des-Vignes pour faire bénir un cep de vigne qui est ensuite brûlé solennellement sur la place du Marot lors de la danse de la souco,

## Les principaux producteurs de l'appellation
- Domaine La GONTARDE
- Cave Les coteaux de Visan.
- Domaine de la Bastide
- Domaine de la Fourmente
- Domaine La Guintrandy
- Domaine Jalifier
- Domaine du Père Clément
- Domaine de Florane
- Vignoble Art Mas
- Domaine de Coste Chaude
- Domaine La Martinelle

### Caveaux de dégustation
Une charte de qualité, à laquelle adhèrent caves et domaines de Visan, a été mise en place dans la vallée du Rhône par Inter Rhône. Elle propose trois catégories différentes d'accueil en fonction des prestations offertes par les professionnels. 
La première - dite accueil de qualité - définit les conditions de cet accueil. Un panneau à l'entrée doit signaler que celui-ci est adhérent à la charte. Ce qui exige que ses abords soient en parfait état et entretenus et qu'il dispose d'un parking proche. L'intérieur du caveau doit disposer d'un sanitaire et d'un point d'eau, les visiteurs peuvent s'asseoir et ils ont de plus l'assurance que locaux et ensemble du matériel utilisé sont d'une propreté irréprochable (sols, table de dégustation, crachoirs, verres).
L'achat de vin à l'issue de la dégustation n'est jamais obligatoire. Celle-ci s'est faite dans des verres de qualité (minimum INAO). Les vins ont été servis à température idéale et les enfants se sont vu proposer des jus de fruits ou des jus de raisin. Outre l'affichage de ses horaires et des permanences, le caveau dispose de fiches techniques sur les vins, affiche les prix et offre des brochures touristiques sur l'appellation. 
Caveaux à Visan
La seconde - dite accueil de service - précise que le caveau est ouvert cinq jours sur sept toute l'année et six jours sur sept de juin à septembre. La dégustation se fait dans des verres cristallins voire en cristal. Accessible aux personnes à mobilité réduite, il est chauffé l'hiver et frais l'été, de plus il dispose d'un éclairage satisfaisant (néons interdits). Sa décoration est en relation avec la vigne et le vin, une carte de l'appellation est affichée. Il dispose d'un site internet et fournit à sa clientèle des informations sur la gastronomie et les produits agroalimentaires locaux, les lieux touristiques et les autres caveaux adhérant à la charte. Des plus les fiches techniques sur les vins proposés sont disponibles en anglais
Caveaux à Visan
La troisième - dite accueil d'excellence - propose d'autres services dont la mise en relation avec d'autres caveaux, la réservation de restaurants ou d'hébergements. Le caveau assure l'expédition en France pour un minimum de vingt-quatre bouteilles. Il dispose d'un site Internet en version anglaise et le personnel d'accueil parle au moins l'anglais.
Caveaux à Visan

## La place de Visan parmi les côtes-du-rhône villages
| Dénominations              | Surface et production | Surface et production | Communes ayant droit à une des dénominations géographiques                            |
| Dénominations              | hectares              | hectolitres           | Communes ayant droit à une des dénominations géographiques                            |
| -------------------------- | --------------------- | --------------------- | ------------------------------------------------------------------------------------- |
| Cairanne                   | 760                   | 24 540                | Cairanne                                                                              |
| Chusclan                   | 259                   | 9 576                 | Chusclan, Orsan, Bagnols-sur-Cèze, Codolet, Saint-Étienne-des-Sorts                   |
| Laudun                     | 298                   | 11 315                | Laudun, Saint-Victor-la-Coste, Tresques                                               |
| Massif-d'uchaux            | 178                   | 5 830                 | Lagarde-Paréol, Mondragon, Piolenc, Uchaux et une partie de Sérignan-du-Comtat        |
| Plan-de-dieu               | 367                   | 2 851                 | Camaret-sur-Aigues, Jonquières, Travaillan, Violès                                    |
| Puyméras                   | 81                    | 3 243                 | Mérindol-les-Oliviers, Mollans-sur-Ouvèze, Faucon, Saint-Romain-en-Viennois, Puyméras |
| Roaix                      | 96                    | 3 176                 | Roaix                                                                                 |
| Rochegude                  | 135                   | 4 462                 | Rochegude                                                                             |
| Rousset-les-vignes         | 52                    | 2 041                 | Rousset-les-Vignes                                                                    |
| Sablet                     | 230                   | 8 163                 | Sablet                                                                                |
| Saint-gervais              | 137                   | 5 019                 | Saint-Gervais                                                                         |
| Saint-maurice-sur-eygues   | 136                   | 4 982                 | Saint-Maurice-sur-Eygues                                                              |
| Saint-pantaléon-les-vignes | 61                    | 2 037                 | Saint-Pantaléon-les-Vignes                                                            |
| Séguret                    | 268                   | 9 176                 | Séguret                                                                               |
| Signargues                 | 600                   | 18 000                | Domazan, Estézargues, Rochefort-du-Gard, Saze                                         |
| Valréas                    | 479                   | 16 883                | Valréas                                                                               |
| Visan                      | 419                   | 14 510                | Visan                                                                                 |